# Hiéroglyphe égyptien A28
Le hiéroglyphe égyptien A28 (homme debout les bras en l'air) est classifié dans la section A « L'Homme et ses occupations » de la liste de Gardiner ; il y est noté A28.

## Représentation
| D28 |

| D28 |

représentation du kȝ.

## Utilisation
C'est un déterminatif du champ lexical de la hauteur / élévation, de la joie, du triomphe, de la tristesse profonde et pour des raisons inconnues du terme.
| i | A | s | A28 |

| i | A | s | A28 |

A28 semble avoir très probablement inspiré l'alphabet protosinaïtique pour le caractère d'où dérive la lettre E de l'alphabet latin.

## Exemples de mots
| q | A | A28 |

| q | A | A28 |

| H | a | A28 | A2 |

| H | a | A28 | A2 |

| H | A | A28 |

| H | A | A28 |